# Sybra coomani
Sybra coomani är en skalbaggsart som beskrevs av Stefan von Breuning 1939. Sybra coomani ingår i släktet Sybra och familjen långhorningar. Inga underarter finns listade i Catalogue of Life.